# Löbitz
Löbitz este o comună din landul Saxonia-Anhalt, Germania.